# 地球解放戦線
地球解放戦線 (ちきゅうかいほうせんせん、ELF; Earth Liberation Front) とは、地球環境保護を提唱するテロ組織。エルフ (ELF) とも。

## 概要
主な活動地域は北アメリカ。1992年に環境保護団体Earth First!が方針とした非合法活動に由来する。1993年9月22日に動物解放戦線との共同声明を発出、1994年に発足した。
動物解放戦線から派生した団体であるが、実際の構成員等に明確な区別は存在せず、FBIなど捜査機関でも動物解放戦線と地球解放戦線の活動と構成員を区別していない。植物の品種改良を研究する機関・施設への攻撃やSUVの破壊活動を行う際の声明に用いられているとされる。
2008年にはミシガン州立大学構内へ爆弾をしかけたメンバーが有罪となった。